# ブダペスト - クンセントミクローシュ・タシュ - ケレビア線
ブダペスト - クンセントミクローシュ・タシュ - ケレビア線（ハンガリー語;Budapest–Kunszentmiklós-Tass–Kelebia-vasútvonal）とは、ハンガリー国鉄が所有する鉄道線である。路線番号は150。ハンガリーとセルビアの国境を越える唯一の営業路線である。

## 歴史
ブダペスト - ベオグラード区間の鉄道建設計画は、ロシア＝オスマン戦争が起こした国際紛争調停のために開催された、1878年ベルリン会議の協商結果に由来する。セルビア公国は国家として承認されて、オーストリア＝ハンガリー帝国はセルビアと鉄道建設・貿易・ドナウ川鉄門の船舶通行管理に関する両国条約をあらかじめ締結した。セルビアは3年以内に鉄道施設物を完工するべしであった。しかしハンガリー王国は政治的な理由でボスニアの統合問題に集中して、鉄道建設の開始は2年ほど遅れた。1880年4月9日に鉄道協定はオーストリア＝ハンガリーとセルビアの間に締結されて、ハンガリー政府には1883年6月15日まで鉄道を建設しサヴァ川鉄道橋でセルビアの鉄道と連結することが義務つけされた。ハンガリー国内ではブダペスト - ジモニ（現在ゼムン）区間は1880年法律42号および1881年法律44号の根拠でハンガリー王立鉄道（略: MÁV）により建設された。1882年12月5日にブダペスト - サバトカ（現在スボティツァ）間は最初に開通されたことで、現在のハンガリー区間は完成した。1883年3月5日にサバトカ - ウイヴィデク（現在ノヴィーサード）間は、同年12月10日にウイヴィデク - ジモニ間はそれぞれ開業された。1884年9月15日にサヴァ川鉄道橋は完成して、ベオグラードの西側・南側・北側が直接に連結された。同月4日にベオグラード - ニシュ線が開通された後に、オリエント特急列車はこの路線に導入された。この路線の開通で、ヨーロッパの鉄道網は初めにセルビアでオスマン帝国の鉄道網と連結された。
1900年代にセルビアの農畜産物はブダペスト - ベオグラード鉄道の経由で輸出されたが、1906年にオーストリア＝ハンガリー帝国方面の輸送は封鎖され関税戦争が発生した。その貿易戦争は二つの鉄道プロジェクト計画とそれに関する論難を起こした。1908年オーストリア外務大臣フォン・エーレンタールがサンジャク鉄道（Sandshakbahn）の計画案を公表すると、セルビアはドナウ＝アドリア鉄道計画でオーストリア＝ハンガリー帝国の計画に対応した。
1910年から1918年までクンセントミクローシュ - サバトカ区間は段階的に複線線路で改良された。MÁVはブダペスト - ベオグラード区間の複線化を計画したものの、結局実現されなかった。
1945年以降、ブダペスト - スボティツァ線の旅客輸送は鉄のカーテンのため重要性を失った。ただし、貨物輸送の部門でこの路線はハンガリーと地中海の主要港を結ぶ、役割を果たす。1976年、特にベオグラード - バール線が完成した後に、貨物輸送の重要度は東側諸国で高くなった。
2017年11月、ハンガリー政府はブダペスト - セルビア国境間の改築工事に関する入札を公表した。列車の高速走行に対応するために線路・信号システム・駅施設は改良される。落札者はハンガリー・中国鉄道非営利法人（ハンガリー語: Kínai-Magyar Vasúti Nonprofit Zrt.）で、建設費全部を負担することとなった。2021年10月15日に工事は開始された。

## 運行形態[9]

### 快速(O)
- ブダペスト東駅 - ケレビア ( - ベオグラード)
ブダペスト東駅 - ケレビア間に、2-4時間に1本の運行。うち1往復「イヴォ・アンドリッチ」号が、セルビア国鉄30号線に直通し、スボティツァまで運行する。またブダペスト行片道3本と、ケレビア行片道1本が、各駅に停車する。
過去の運行形態
2019年3月以前は、各駅停車のうち1往復が、普通列車（ケーバーニャ発着）として運行していた。
2019年春以降、ケレビア行の普通列車が、ブダペスト東駅始発で運行となった。
2020年冬・春は、ケレビア行の普通列車が、再びケーバーニャ始発に戻された。夏以降、上下とも全てブダペスト東駅発着となった他、ブダペスト行は快速(O)に格上げとなった。
2020年末に、ケレビア行普通も快速(O)格上げとなった。

### 普通
- S25系統: ブダペスト東駅 - クンセントミクローシュ・タシュ( - ケレビア) 
クンセントミクローシュ以上北は、1時間に1本の運行。平日のみ、キシュクンハラシュ行が片道1本運行される。
2019年3月以前と、2020年冬・春は、フェレンツヴァーロシュから30号線に直通し、ケーバーニャ・キシュペシュト発着であった。

- S250系統: (クンセントミクローシュ・タシュ - )キシュクンハラシュ - ケレビア
キシュクンハラシュ以南は、一日3.5往復の運行（休日運休、夏季運休あり）。キシュクンハラシュ以北は一日1往復の運行だが、休日はケレビア方面片道1本のみの運行となる。

### 過去の運行種別
- 特急
ベオグラード号：　ブダペスト東駅 - フェレンツヴァーロシュ - スボティツァ - ベオグラード
夜行列車。ブダペスト東駅 - フェレンツヴァーロシュ - スボティツァ - ベオグラード間に、一日1往復の運行。スボティツァ以南はセルビア国鉄30号線に直通していた。途中クンセントミクローシュ、キシュケレシュ、ショルトヴァドケルト、キシュクンハラシュ、ケレビアに停車し、ブダペスト方面行に限りサバドサーッラーシュとフュレプサーッラーシュに停車していた。
2018年度は快速に格下げされ、上下ともサバドサーッラーシュとフュレプサーッラーシュに停車する様になった。
2019年2月以降、セルビア鉄道の工事のため休止中[10]。
- 快速「ユーロシティ」(EC) 
アヴァラ号：　ウィーン - ブダペスト東駅 - フェレンツヴァーロシュ - スボティツァ - ベオグラード
一日1往復運行していた。快速と同じ停車駅で、クンセントミクローシュ以南は各駅に停車していた。フェレンツヴァーロシュ以北は1号線に、スボティツァ以南はセルビア国鉄30号線に直通していた。
2019年2月以降、セルビア鉄道の工事のため休止中[10]。

## 駅一覧
以下では、ハンガリー国鉄150号線の駅と営業キロ、停車列車、接続路線などを一覧表で示す。
- 種別
  - O：快速
  - S：普通
- 停車駅
  - ■印：全列車停車
  - ●印：一部通過
  - ○印：一部停車
  - ｜印：全列車通過

### ケーバーニャ・キシュペシュト - スボティツァ間
| 路線名 | 駅名                             | 駅間営業キロ | 累計営業キロ | O | S | 接続路線 | 所在地               | 所在地                   |
| ------ | -------------------------------- | ------------ | ------------ | - | - | --- | -------------------- | ------------------------ |
| 1      | ブダペスト東駅                   | -            | 0            | ■ | ■ | 70号線（ワルシャワ方面） 80号線（ミシュコルツ方面）、120号線（ソルノク方面） ブダペスト地下鉄2号線（南駅方面、エルシュヴェゼール広場方面） ブダペスト地下鉄4号線（ケレンフェルド方面） | ブダペスト市         | ブダペスト市             |
| 150    | フェレンツヴァーロシュ駅         | 7            | 7            | ■ | ■ | 1号線（ジェール方面） 30号線（セーケシュフェヘールヴァール方面/ケーバーニャ方面） | ブダペスト市         | ブダペスト市             |
| 150    | ショロクシャーリ・ウート駅       | 2            | 9            | ○ | ■ | 近郊列車H6号線（ケズヴァーゴーヒード方面、テケル方面） | ブダペスト市         | ブダペスト市             |
| 150    | ペシュテルジェーベト駅           | 3            | 12           | ■ | ■ | | ブダペスト市         | ブダペスト市             |
| 150    | ショロクシャール駅               | 4            | 16           | ○ | ■ | | ブダペスト市         | ブダペスト市             |
| 150    | ドゥナハラスティ駅               | 6            | 22           | ○ | ■ | | ペシュト県           | ラーツケヴェ郡           |
| 150    | ドゥナハラスティ下駅             | 2            | 24           | ○ | ■ | | ペシュト県           | ラーツケヴェ郡           |
| 150    | タクショニ駅                     | 2            | 26           | ○ | ■ | | ペシュト県           | ラーツケヴェ郡           |
| 150    | ドゥナヴァルシャーニ駅           | 6            | 32           | ○ | ■ | | ペシュト県           | ラーツケヴェ郡           |
| 150    | デーレジハーザ駅                 | 2            | 34           | ○ | ■ | | ペシュト県           | ラーツケヴェ郡           |
| 150    | キシュクンラツハーザ駅           | 8            | 42           | ○ | ■ | | ペシュト県           | ラーツケヴェ郡           |
| 150    | デムシェド駅                     | 8            | 50           | ○ | ■ | | ペシュト県           | ラーツケヴェ郡           |
| 150    | クンセントミクローシュ・タシュ駅 | 10           | 60           | ■ | ■ | | バーチ・キシュクン県 | クンセントミクローシュ郡 |
| 150    | ベステル駅                       | 10           | 70           | ■ | ■ | | バーチ・キシュクン県 | クンセントミクローシュ郡 |
| 150    | サバドサーッラーシュ駅           | 9            | 79           | ■ | ■ | | バーチ・キシュクン県 | クンセントミクローシュ郡 |
| 150    | フュレプサーッラーシュ駅         | 6            | 85           | ■ | ■ | | バーチ・キシュクン県 | キシュケレシュ郡         |
| 150    | ショルトセンティムレ駅           | 6            | 91           | ■ | ■ | | バーチ・キシュクン県 | キシュケレシュ郡         |
| 150    | チェンゲード駅                   | 6            | 97           | ■ | ■ | | バーチ・キシュクン県 | キシュケレシュ郡         |
| 150    | タブディ駅                       | 4            | 101          | ■ | ■ | | バーチ・キシュクン県 | キシュケレシュ郡         |
| 150    | キシュケレシュ駅                 | 6            | 107          | ■ | ■ | | バーチ・キシュクン県 | キシュケレシュ郡         |
| 150    | ショルトヴァドケルト駅           | 10           | 117          | ■ | ■ | | バーチ・キシュクン県 | キシュケレシュ郡         |
| 150    | ピルトーイ・セーレーク駅         | 6            | 123          | ■ | ■ | | バーチ・キシュクン県 | キシュクンハラシュ郡     |
| 150    | ピルトー駅                       | 3            | 126          | ■ | ■ | | バーチ・キシュクン県 | キシュクンハラシュ郡     |
| 150    | キシュクンハラシュ駅             | 8            | 134          | ■ | ■ | 154号線（バヤ方面）、155号線（キシュクンフェーレジハーザ方面） | バーチ・キシュクン県 | キシュクンハラシュ郡     |
| 150    | バロタサーッラーシュ駅           | 10           | 144          | ■ | ■ | | バーチ・キシュクン県 | キシュクンハラシュ郡     |
| 150    | キシュサーッラーシュ駅           | 8            | 152          | ■ | ■ | | バーチ・キシュクン県 | キシュクンハラシュ郡     |
| 150    | トンパ駅                         | 6            | 158          | ■ | ■ | | バーチ・キシュクン県 | キシュクンハラシュ郡     |
| 150    | ケレビア駅                       | 5            | 163          | ■ | ■ | | バーチ・キシュクン県 | キシュクンハラシュ郡     |
| 30     | スボティツァ駅                   | 12           | 175          | ■ |   | セルビア国鉄 20号線（ソンボル方面） 30号線（ノヴィサド方面）、33号線（センタ方面）、                                                                                                   | 北バチュカ郡         | スボティツァ市           |